# Messelornis
Messelornis (Месельорніс) — рід викопних птахів родини Messelornithidae ряду Журавлеподібні (Gruiformes), що існував у кінці палеоцену . Викопні рештки знайдені у Німеччині.

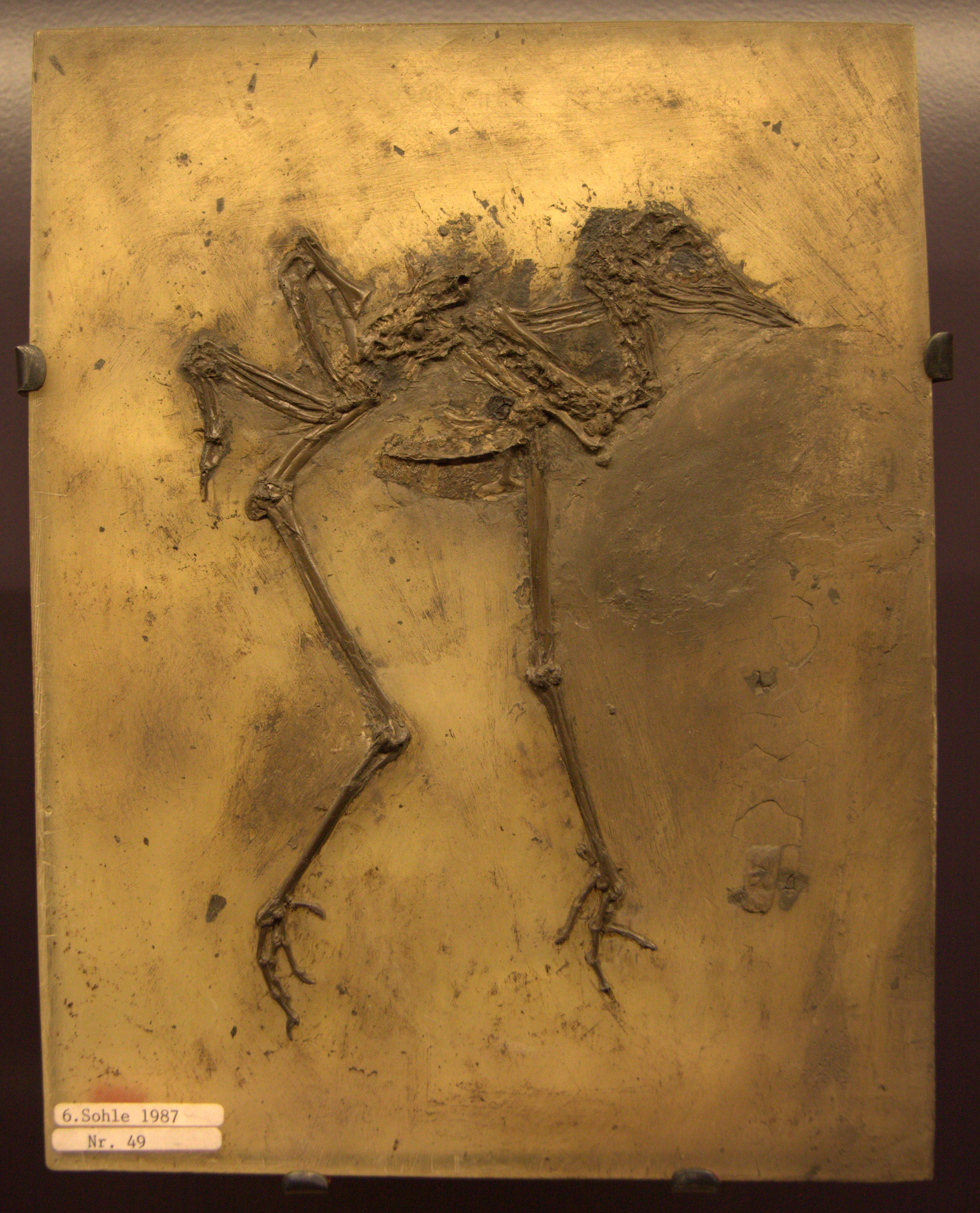
скам'янілість

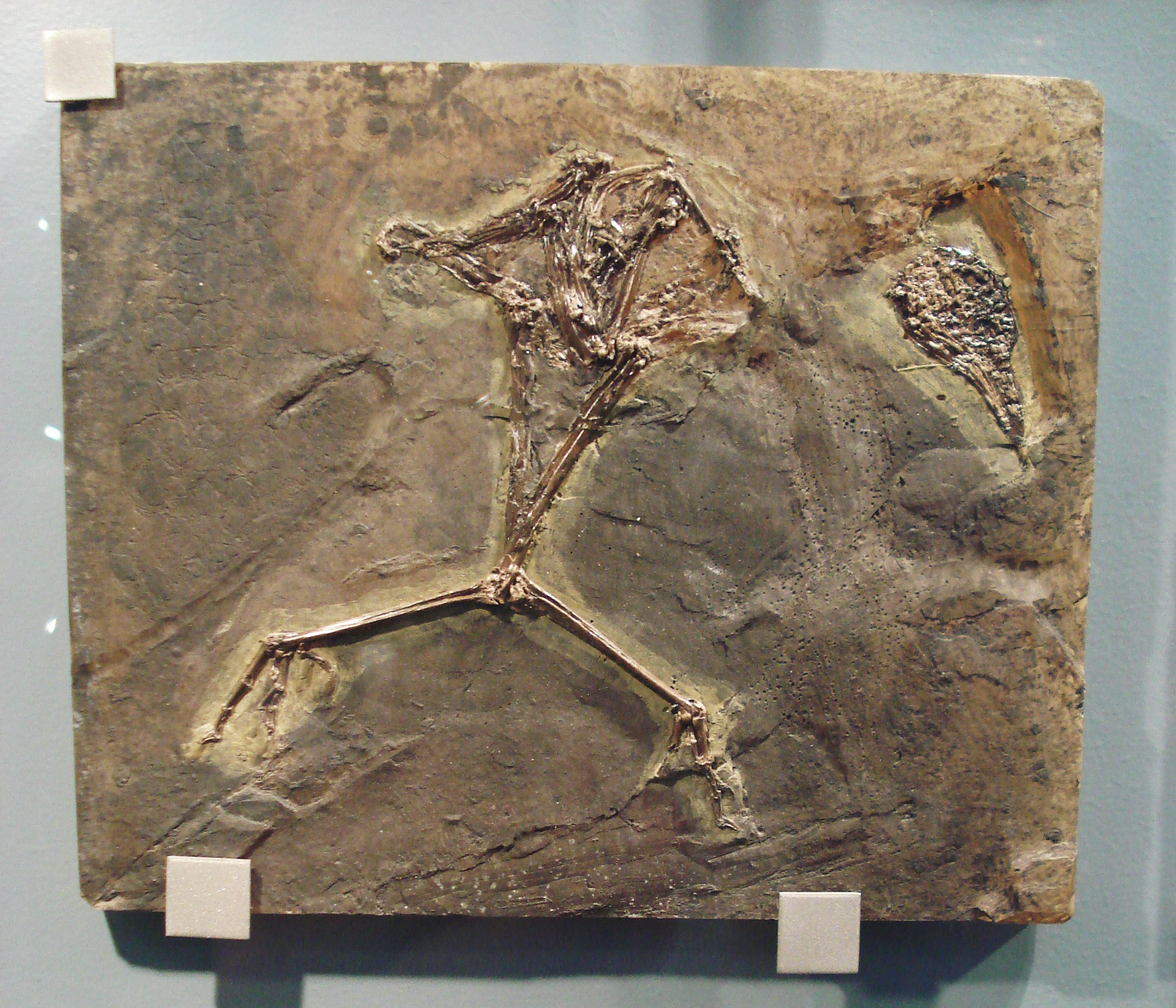
Messelornis cristata

Скам'янілості знайдені у кар'єрі Месель поблизу міста Дармштадт. Вважається, що вид живився рибою.
Описано три види:
- Messelornis cristata
- Messelornis nearctica
- Messelornis russelli